# Vrulja
Vrulja är ett samhälle i Montenegro. Det ligger i den norra delen av landet.
I omgivningarna runt Vrulja växer i huvudsak blandskog.